# Andreas Bleck
 (juillet 2018).
Andreas Bleck, né le 17 avril 1988 à Neuwied (Rhénanie-Palatinat), est un homme politique allemand, membre de l'Alternative pour l'Allemagne (AfD). Il est député au Bundestag depuis 2017.

## Biographie
Bleck est membre de l'Union chrérienne-démocrate (CDU) de 2010 à 2013. Il rejoint l'Alternative pour l'Allemagne (AfD) en 2013 et participe à la fondation de l'antenne du parti dans l'arrondissement de Neuwied, dont il est le vice-président de 2013 à 2016. Il est par ailleurs membre du conseil fédéral de la Jeune Alternative pour l'Allemagne.
Depuis 2014, Bleck siège au Kreistag (de) de l'arrondissement de Neuwied.
Aux élections fédérales de 2017, il est élu au Bundestag sur la liste du Land (de) de Rhénanie-Palatinat.

## Prises de position
Bleck considère l'islam comme un « obstacle à l'intégration ».